# Нью-Блумфілд (Пенсільванія)
Нью-Блумфілд (англ. New Bloomfield) — місто (англ. borough) в США, в окрузі Перрі штату Пенсільванія. Населення — 1219 осіб (2020).

## Географія
Нью-Блумфілд розташований за координатами 40°25′8″ пн. ш. 77°11′20″ зх. д. / 40.41889° пн. ш. 77.18889° зх. д. (40.418871, -77.188969). За даними Бюро перепису населення США в 2010 році місто мало площу 1,58 км², уся площа — суходіл.

## Демографія
Згідно з переписом 2010 року, у селищі мешкало 1247 осіб у 437 домогосподарствах у складі 281 родини. Густота населення становила 788 осіб/км². Було 485 помешкань (307/км²).
Расовий склад населення:
| - 95,0 % — білих - 1,9 % — чорних або афроамериканців - 1,7 % — азіатів - 0,1 % — корінних американців |

До двох чи більше рас належало 0,7 %. Частка іспаномовних становила 1,3 % від усіх жителів.
За віковим діапазоном населення розподілялося таким чином: 28,4 % — особи молодші 18 років, 46,8 % — особи у віці 18—64 років, 24,8 % — особи у віці 65 років та старші. Медіана віку мешканця становила 38,0 року. На 100 осіб жіночої статі у селищі припадало 99,5 чоловіків; на 100 жінок у віці від 18 років та старших — 78,2 чоловіків також старших 18 років.
Середній дохід на одне домашнє господарство становив 59 560 доларів США (медіана — 50 093), а середній дохід на одну сім'ю — 65 592 долари (медіана — 55 294). Медіана доходів становила 33 571 долар для чоловіків та 36 667 доларів для жінок. За межею бідності перебувало 12,5 % осіб, у тому числі 10,6 % дітей у віці до 18 років та 5,6 % осіб у віці 65 років та старших.
Цивільне працевлаштоване населення становило 622 особи. Основні галузі зайнятості: освіта, охорона здоров'я та соціальна допомога — 36,0 %, роздрібна торгівля — 8,5 %, сільське господарство, лісництво, риболовля — 8,5 %.